# 便秘
便秘，指因糞便太硬或太乾而排便不順的症状。一般而言，正常排便的頻率約在每日三次到每週三次之間。便秘的併發症包含痔瘡、肛裂、糞便阻塞。不同患者对便秘的描述也不同，最常见的是排便费力（52%）、粪便硬结（44%）、排便不尽感（34%）、排便频率减少（33%）。欧洲的发病率是17.1%，大洋洲则为15.3%。
便秘通常有許多成因，常見原因包含內有糞便的結腸運動得很慢、患有腸躁症或骨腔疾病等，相關的潛在性疾病包含甲狀腺功能減退症、腹瀉、帕金森氏症、結腸癌、憩室炎、炎症性腸病等，導致便秘的藥物包含鴉片類藥物、部分抗胃酸藥、鈣通道阻滯劑以及抗膽鹼劑，大約90%服用鴉片藥物的患者會發生便秘。當便秘患者發生下述情況時將需要進一步的觀察：體重減輕、貧血、糞便帶血、家族病史中有人擁有炎症性腸病或結腸癌者，或初發時患者年事已高等。
便秘的治療方式依其潛在性成因和患病時間長度有所不同，可能有幫助的措施包含：飲用足夠的液體、攝取更多纖維及增進運動等；如果上述方法都無效，建議服用膨脹型瀉劑的瀉藥、滲透劑、軟便劑或潤滑劑；刺激型瀉藥僅建議給上述方式都無效的患者；其他療法包含生物回饋和接受手術。
通常便秘的發生率約在2-30%，生活於安養院的老人則提高到50-70%；在美國，平均一年有2.5億美元投入在便秘治療上。

## 導致便秘的原因
當結腸（大腸）肌肉無法有規律地正常運作，以致糞便未能如常排出體外，便會造成便秘。
便秘的成因有很多，部分人的病因更不只一個。以下是一些可能會導致便秘的情況：
1. 生活習慣產生變化，例如假期或外遊
2. 年齡──長者比年輕一輩較常出現便秘。不過，疾病及藥物也是一個十分重要誘因
3. 抑壓便意
4. 懷孕或更年期期間荷爾蒙產生變化
5. 服用某些藥物包括制酸劑、強效止痛藥（如嗎啡）及一些抗抑鬱藥
6. 部分疾病例如柏金遜症或糖尿病

## 病因病理
导致便秘的常见原因包括：
- 粪便硬结
  - 食物中纤维素摄入不足
  - 水摄入不足
  - 药物，如利尿剂及含有铁、铝的药物等
- 肠道麻痹或传输减慢
  - 甲状腺机能减退
  - 低钾血症
  - 肛门括约肌受损
  - 药物，如洛哌丁胺、阿片类、抗抑郁药
  - 其它原因导致的严重疾病
  - 卟啉症
  - 铅中毒
  - 乳糖不耐症
- 憩室、肿瘤
- 排便受阻
  - 机械性，如直肠内脱垂、盆底疝、直肠前突
  - 功能性，如盆底肌失弛缓综合征
  - 直肠内异物
- 由焦虑等心理因素导致
  - 功能性便秘
  - 便秘型肠易激综合征
- 戒烟（尼古丁有泻药的作用)[17]
- 腹部手术
- 先天性巨结肠
- 先天性直腸肛門畸型

## 治疗

### 纤维素
增加食物中纤维素的含量，-而膳食纖維是減少便秘的天然解決方法。但如果纖維增加過快，便會導致腹脹和脹氣。

### 泻药
泻药包括容积型泻药、软化剂、润滑剂、吸水剂（盐类泻药和高渗性泻药）、刺激性泻药。
1. 渗透性泻剂（聚乙二醇4000）、乳果糖等
  - 聚乙二醇4000：通过聚乙二醇4000的氢键固定水分子，使水分保留在结肠内，增加粪便含水量并软化粪便，促进排便的最终完成。
  - 乳果糖：是人工合成双糖，在胃及小肠内不被分解和吸收，到达结肠后，通过渗透作用使水和电解质保留于肠腔内；并被肠道正常菌群分解为乳酸和乙酸等，并进一步提高肠腔内渗透压，产生导泻作用；阻断氨的吸收；其酸性代谢产物能刺激肠黏膜，增加肠蠕动，促进排便。由于乳果糖在体内分解产生气体，故部分患者会有腹胀、排气增多等胃肠胀气表现。用量过大会产生恶心、腹胀、腹泻和低钾血症、高钠血症等。禁用于胃肠道阻塞、糖尿病或低糖饮食者。慢性便秘患者治疗剂量为每天1-2次，每次5-10g，以每日保持2-3次软便为宜。临床用于慢性功能性便秘，包括老人、儿童、婴儿和孕妇各个年龄组的患者，安全性高。对于肝性脑病患者，应用乳果糖后，不仅具有保持大便通畅的作用，还可减少氨的吸收，有利于肝性脑病的恢复。
2. 盐类泻剂（硫酸镁）
  - 口服硫酸镁在肠道内不易吸收，留在肠腔内形成高渗状态，导泻作用强且迅速，一般口服2-6小时后即可排出水样或半流体粪便。可引起严重不良反应，临床上应慎用。目前通常用于全结肠镜或钡剂灌肠等检查前的肠道准备工作。
3. 刺激性腹泻（蕃泻叶、鼠李、酚酞、篦麻油等）
  - 长期使用刺激性泻剂可损害患者的肠神经系统，而且很可能是不可逆的。
  - 酚酞：口服后在肠内形成可溶性钠盐，刺激结肠粘膜促进蠕动；并阻止肠液被肠壁吸收而其导泻作用。一般用药后4-8小时可排出半流动性软便，导泻与肠腔内液体酸度有关。对阑尾炎、肠出血、心肾功能不全，高血压、肠梗阻及婴幼儿、孕妇禁用。临床应用每次1-4片，临睡前服用。对全结肠镜检查前、X线检查或术前作肠道准备者，应提前8小时服用。
  - 比沙可啶：口服后经肠内细菌分解的产物及药物本身对壁均有较强的刺激作用，能增加肠蠕动，促进解便；同时可抑制结肠内NA+、CA2+及水分的吸收，从而使肠腔内容积增大，引起反射性排便。临床上对急，慢性便秘有效率较高。还可用于分娩前、手术前，腹部X线检查或内镜检查前的肠道排空，手术后，产后恢复正常的排便习惯。服用后可引起腹痛，偶可发生剧烈的腹部痉挛。急腹症、痉挛性便秘、重症硬结便、肛门破裂或痔疮溃疡患者禁用，孕妇慎用。
4. 容积性泻药（纤维素）
  - 能加速结肠或全肠道转运，吸附水分，使大便松软易派出，缓解便秘及排便紧迫感；果胶、车前草、燕麦麸等可容性纤维有助于保持粪便水分；而植物纤维素、木质素等不可溶纤维素可增加大便量。
  - 纤维素制剂的优点在于其经济、安全、适用于各级医疗机构；但摄入纤维素制剂较多时会发生胃肠胀气，对于结肠乏力的患者应该慎用。
  - 补充纤维素后并不能立即显效，应用7-10天后根据具体情况适当加减用量。
5. 润滑性泻剂（开塞露、液状石蜡）
  - 开塞露（含硫酸镁、甘油、丙二醇）：能润滑并刺激肠壁，软化大便，使其易于排出，成人20ml/次，主要适用于硬结便患者，尤其是老年症患者。
  - 液状石蜡：在肠道内不被吸收或消化，润滑肠壁，使粪便易于排出。对年老体弱、长期卧床的便秘患者使用是应注意其有引起脂质性吸入性肺炎的可能，长期服用可致脂溶性维生素缺乏。成人15-30ml/次，用药后6-8小时产生效果，一般于睡前服用。
6. 中药泻剂
  - 中医认为，便秘分为实秘、虚秘。热秘以清热润肠为主，可服麻仁丸；气秘应理气导滞，以苏子降气汤加味。虚秘又分气虚，以益气润肠为主，用补中益气汤加减；血虚则宜养血润燥，四物汤可用；寒凝则应温通开秘，以温脾汤加味。
  - 临床上常用的中药制剂应注意，制剂中大都含有大黄、芦荟等刺激性泻剂成分的药物，故不主张长时间的应用。

简言之，在慢性便秘治疗中，选用不恰当的泻剂或泻剂应用剂量不合理等，均可能引起患者脱水、电解质平衡紊乱等到不良反应。对有高血压、心脏病、糖尿病、肾功能不全合并便秘的患者，应选用安全的通便药物，如聚乙二醇4000。

### 5-HT4受体激动剂
普芦卡必利，替加色罗

### 物理疗法
- 灌肠：通常使用软肥皂水、浓氯化钠溶液、磷酸钠溶液，主要副作用为水、电解质紊乱。[19]
- 咖啡灌腸：有一定功效但不推荐。[20][21]
- 腸道按摩法：促進淋巴的活化，讓身體恢復元氣。
- 大肠水疗
- 生物反馈治疗

### 手术
对于保守治疗无效的患者，可考虑手术治疗。结肠无力可行结肠次全切除术，盆底功能障碍可根据具体情况实施盆底重建等手术。